# Гадания
Гада́ния (прорицание, мантика — от греч. μαντιϰή) — предсказание будущих событий или определение характера с помощью методов, которые считаются нерациональными или магическими. Включают оккультные методики, приёмы и обряды. Различные виды гаданий существуют в культуре большинства народов мира.

## Критический анализ
Гадание отклоняется научным сообществом и скептиками как основанное на магическом мышлении и суеверии.
Некоторые[какие?] скептики утверждают, что гадание — не что иное, как холодное чтение.
Большое количество мошенничества произошло с помощью практики гадания.

## История гаданий
Как в Греции, так и в Риме подобные «касты» прорицателей и жрецов должны были оказывать большое влияние на сохранение суеверных представлений людей. С принятием христианства как официальной религии гадания, подобно многим другим явлениям языческой культуры, подвергались осуждению и гонению со стороны церковной и светской власти. Гадание из разряда священных явлений переносилось в разряд явлений дьявольских и нечистых, простонародных, суеверных.

При этом, в XII веке Анна Комнина отмечала, что предсказания — «Это новейшее изобретение — такой науки не существовало в древности. Способы предсказаний не были известны во времена астронома Евдокса, не имел понятия об этом Платон, и даже астролог Манефон не был искушён в этой науке»
В средние века как на Западе, так и в России была очень популярна библиомантия, существовало большое количество гадательных книг; в России, например, переписывались переводные «лунники», «колядники», «трепетники», «лопаточники», «сносудцы», «громники», а также и разные астрологические книги: «планетники» и др.
Среди лубочных изданий гадательного характера нужно указать так называемое «Коло» (колесо фортуны), «Случаи описания» и «Голову Соломона», являющиеся по своему типу продолжениями средневековых «рафлей». Принцип гадания во всех этих рукописных и печатных изданиях — бросание зерна по разграфлённым листам бумаги, на которых в клеточках обозначены цифры изречений или самые изречения.
При помощи лубочных изданий был сильно поддержан интерес к толкованию сновидений посредством «сонников», один из которых (Мартына Задеки) помянут в «Евгении Онегине».
В «высшем» обществе гадания уже издавна превращались в светскую забаву, в салонное развлечение. Интересна в этом отношении французская книжка XV века, изданная по рукописи А. Бобринским и охарактеризованная А. Н. Веселовским в «Вестнике Европы» за 1886.

## Отношение к гаданию

### В иудаизме
Иудаизм, выступая историческим предшественником христианства и ислама, во многом повлиял на представления о гаданиях в этих религиях. Отрицательное отношение иудаизма к гаданию выражено во Второзаконии (Втор. 18:9—15).

### В христианстве
Христианская церковь крайне негативно относится к гаданиям, относя их к проявлениям оккультизма и разновидности общения с «тёмными духами». В обоснование такой позиции приводится ещё ветхозаветная Библейская Заповедь: «Не должен находиться у тебя проводящий сына своего или дочь свою через огонь, прорицатель, гадатель, ворожея, чародей, обаятель, вызывающий духов, волшебник и вопрошающий мертвых; ибо мерзок пред Господом всякий, делающий это, и за сии-то мерзости Господь Бог твой изгоняет их от лица твоего; будь непорочен пред Господом Богом твоим; ибо народы сии, которых ты изгоняешь, слушают гадателей и прорицателей, а тебе не то дал Господь Бог твой» (Втор. 18:10—14). В книге «Левит» Господь говорит Моисею: «Не ешьте с кровью; не ворожите и не гадайте» (Лев. 19:26).
В книге «Бытие» упоминается о том, что проданный своими братьями в египетское рабство Иосиф гадал на серебряной чаше, однако следует заметить, что это гадание было до ниспослания заповедей Моисею. Посылая в погоню за неузнавшими его братьями, Иосиф желает обвинить братьев в краже тайно подложенной им серебряной чаши, на которой Иосиф гадал: «Еще не далеко отошли они от города, как Иосиф сказал начальнику дома своего: ступай, догоняй этих людей и, когда догонишь, скажи им: для чего вы заплатили злом за добро? [для чего украли у меня серебряную чашу?] Не та ли это, из которой пьет господин мой и он гадает на ней? Худо это вы сделали» (Быт. 44:4, 5).
В псалме 77, учение Асафа, упоминается о гадании, но при этом уточняется, что речь идёт о временах древних: «Открою уста мои в притче и произнесу гадания из древности. Что слышали мы и узнали, и отцы наши рассказали нам, не скроем от детей их, возвещая роду грядущему славу Господа, и силу Его, и чудеса Его, которые Он сотворил… Он пред глазами отцов их сотворил чудеса в земле Египетской, на поле Цоан: разделил море, и провел их чрез него, и поставил воды стеною…» (Пс. 77:2—4, 12, 13).
В «Четвёртой Книге Царств» рассказывается о том, что жители Израильского и Иудейского царств перестали соблюдать заповеди Господни, поклонялись идолам, проводили своих детей через огонь, гадали и занимались волшебством. За это Господь прогневался на израильтян, отвратился от всех потомков Израиля, отдавал их в руки грабителям, и в итоге Господь дал ассирийскому царю переселить израильтян в Ассирию (4Цар. 17:14—23). Таким образом, согласно Библии Вавилонский плен являлся наказанием Господом Богом еврейского народа в том числе за занятия гаданиями.
В «Книге Премудрости Иисуса сына Сирахова» предупреждается о том, что гадания, а также приметы и сновидения, могут быть посланы не от Всевышнего, и тогда они являются «суетой», то есть тщетными, пустыми: «Гадания и приметы и сновидения — суета, и сердце наполняется мечтами, как у рождающей. Если они не будут посланы от Всевышнего для вразумления, не прилагай к ним сердца твоего» (Сир. 34:5, 6).
В «Книге Пророка Михея», обращаясь к главам Иакова и князьям дома Израилева, говорится о том, что если Бог перестанет отвечать гадателям, то они замолчат: «И устыдятся прозорливцы, и посрамлены будут гадатели, и закроют уста свои все они, потому что не будет ответа от Бога» (Мих. 3:7), но в той же книге гадающие по облакам в Ассуре перечисляются наравне с идолопоклонниками как непослушные Богу (Мих. 5:5—15).
В Новом Завете также присутствует категорический запрет на занятия оккультизмом (Гал. 5:19—21, Откр. 21:7, 8).

### В исламе
Как и в любом древнем обществе, в Аравии времён пророка Мухаммада было много людей, занимавшихся прорицаниями, среди которых было немало шарлатанов. Мухаммад объявил их вероотступниками, которые не следуют науке и Священному Писанию: «Из тех, кто на небесах и на земле, только Аллах ведает сокровенное…» (Коран, 27:65). Когда люди пришли к Мухаммаду, чтобы проверить его знания о сокровенном, для чего скрывали что-то в своих руках, они спросили его: «Что у нас в руках?». Мухаммад заявил им: «Воистину я не прорицатель. Тому, кто прорицает, прорицанию и прорицателям уготован огонь (ада)» (передано Муслимом). Мухаммад сказал: «У того, кто идёт к предсказателю и верит его словам, тот отрицает то, что было ниспослано Махаммаду» (передано аль-Баззаром, со слов достоверных пересказчиков).

## Гадания у славян
Прокопий Кесарийский (VI в.) свидетельствовал, что склавины и анты совершали гадания во время жертвоприношении божествам. О бросании жребия перед началом ответственных деяний говорится в хронике Титмара (XI в.) и в сочинениях Константина VII Багрянородного (X в.). Большое разнообразие способов гадания упоминается в западнославянских актах процессов XVI—XVII вв. о колдовстве: бросание костей, бобов, литье воска или олова, гадание по внутренностям животных, по тени, по Псалтыри и т. п. Эти и другие приёмы средневековых гаданий нашли отражение в памятниках славянской книжности, специально предназначенных для предсказаний будущего (см. Гадательные книги).
Специальные словесные формулы, призывающие нечистую силу явиться и открыть будущее, широко распространены в севернорусских ритуалах гадания, например: «Дедушка-домовой, покажи мне будущего мужа!», «Лешие лесные, болотные, полевые, все черти, бесенята, идите все сюда, скажите, в чём моя судьба?», «Черти, лешие, бесы, дьяволы, приходите ворожить!».
Чтобы установить контакт с духами, гадающие снимали с себя крест и пояс, развязывали все узлы на одежде, девушки распускали косы, выходили из дома, не перекрестясь, шли к месту гадания молча, иногда босиком или в одной рубашке, тайком, чтобы никто не видел, исполняли ритуал зажмурившись, прикрыв лицо платком.

### Места гадания
В соответствии с этими поверьями для гаданий избирали нечистые места, где обычно обитали или появлялись духи. Ими считались заброшенные дома, нежилые помещения (баня, овин, хлев, подвал, чердак, сени), а также места, осмысляемые как пограничное пространство между «своим» и «чужим» миром (печь, порог, внешний угол дома, забор, ворота, места возле колодца, источника, проруби, перекрёстки, расходящиеся дороги, межи, кладбища и т. п.).

### Время гаданий
Время, считавшееся благоприятным для гадания, также имело отношение к переломным, пограничным периодам, которые считались наиболее опасными. Основная масса гаданий была приурочена к зимнему (святки) и летнему (Иванов день) солнцеворотам. Для русской традиции гадание после святок — редкое явление. Большая группа украинских, белорусских и западнославянских гаданий была характерна для предрождественского периода, то есть для дней «зимних» святых: Екатерины, Варвары, Андрея, Люции, Николая. Некоторые виды гаданий были растянуты во времени: например, за 12 дней до Рождества ставили в воду ветки плодовых деревьев, загадывая, расцветут ли они к Рождеству. Западные славяне в день св. Люции (13.XII) набирали в кувшин проточную воду и ежедневно в течение 12 дней понемногу отливали, а в Рождественский сочельник остатками воды умывались перед сном, чтобы приснился вещий сон. В меньшей степени гадания характерны для весенне-летнего периода: для Пасхи, Троицы, дня Божьего Тела. В южнославянской традиции типичным временем гадания кроме святок и Иванова дня были Юрьев день, масленица, 1 марта и некоторые другие.
Вечер и ночь считались наиболее подходящими для гадания. Восточные славяне считали, что гадать можно только до первых петухов, дальше уже ничего не угадывается. Для гадания предназначался именно канун праздников. Русские объясняли это тем, что праздничная церковная служба изгоняет бесов, поэтому к их помощи следует прибегать накануне.

### Святочные гадания
Особым видом гадания были Святочные гадания, которые были с зимними святками (с Сочельника по Крещение). Наиболее благоприятным временем для гадания у восточных славян считались Рождественский, Васильевский и Крещенский вечера — переломные, пограничные периоды, наиболее опасные, когда нечистая сила особенно сильна (зимние святки). На Украине чаще всего гадают в Рождественскую ночь, в Сибири же в Васильев вечер (под Старый Новый год). В отличие от гаданий в иные календарные периоды, гадания на Святки носят самостоятельный характер: они изолированы от других обрядов, совершаемых в эти сроки.